# گکوی انگشت‌برگی اندرسون
جکوی انگشت برگی اندرسون (نام علمی: Asaccus andersoni) نام یک گونه از سرده گکوی انگشت‌برگی است. این گونه بوم زاد ایران، در غرب و مرکز رشته کوه‌های زاگرس است.